# Microdipoena pseudojobi
Espèce
Synonymes
- Mysmenella pseudojobi Lin & Li, 2008

Microdipoena pseudojobi est une espèce d'araignées aranéomorphes de la famille des Mysmenidae.

## Distribution
Cette espèce se rencontre en Chine dans la municipalité autonome de Beijing et au Japon,.

## Description
Le mâle holotype mesure 0,96 mm et la femelle paratype 1,38 mm, les mâles mesurent de 0,96 à 1,00 mm et les femelles de 1,14 à 1,38 mm.

## Publication originale
- Lin & Li, 2008 : Mysmenid spiders of China (Araneae: Mysmenidae). Annales zoologici, vol. 58, p. 487-520.